# Hallelujah Live - Volume 2
Hallelujah Live - Vol. 2 é o título do segundo álbum gravado ao vivo com os cantores Espen Lind, Kurt Nilsen, Alejandro Fuentes e Askil Holm. 

## Lançamento
O disco foi lançado em 2009 na Noruega, contendo diversos covers, incluindo versões de canções de U2, Tears For Fears, entre outros. O single "With or Without You" (cover de U2) chegou ao #1 das rádios norueguesas.

## Faixas
Todas as faixas são covers interpretados ao vivo.
1. Reality Kicks In
2. Hell If I
3. Handle With Care
4. Rise To The Occasion
5. Woman In Chains
6. 50 Ways To Leave Your Lover
7. Million Miles Away
8. The Gambler
9. Helplessly Hoping
10. Scared Of Heights
11. The Andy Edmunds Show
12. Baby You're So Cool
13. Easy Lover
14. My Street
15. With Or Without You

## Ligações Externas
- Álbum no Last.fm